# Reggie Jordan
Reggie Jordan, né le 26 janvier 1968, à Chicago, en Illinois, est un joueur et entraîneur américain de basket-ball. Il évolue au poste d'arrière. 

## Palmarès
- Champion des Amériques 1997
- Champion CBA 1996
- All-CBA First Team 1996
- CBA All-Defensive First Team 1996